# Ilzat Ajmétov
Ilzat Toglókovich Ajmétov (en ruso: Ильзат Тоглокович Ахметов; Biskek, 31 de diciembre de 1997) es un futbolista kirguís y  ruso que juega en la demarcación de centrocampista para el P. F. C. Krylia Sovetov Samara de la Liga Premier de Rusia.

## Biografía
Tras formarse como futbolista en la academia de fútbol de Konoplyov, finalmente se marchó a la disciplina del F. C. Rubin Kazán. Subió al segundo equipo por una sola temporada dado que subió rápidamente al primer equipo, haciendo su debut el 24 de septiembre de 2014 contra el F. C. Luch-Energiya Vladivostok en la Copa de Rusia. Su debut en liga lo hizo el 20 de octubre de 2014 en un encuentro contra el F. C. Mordovia Saransk.
En julio de 2018 fichó por el P. F. C. CSKA Moscú, equipo en el que jugó más de cien partidos en cuatro temporadas. Cuando expiró su contrato en junio de 2022 se marchó al F. C. Krasnodar, donde estuvo un año y medio antes de unirse al Zenit de San Petersburgo en enero de 2024. Con ellos permaneció el mismo periodo de tiempo, en el que jugó 21 encuentros, y en agosto de 2025 fue cedido al P. F. C. Krylia Sovetov Samara hasta final de temporada.

## Clubes
| Club                                    | País  | Año       | Partidos | Goles |
| --------------------------------------- | ----- | --------- | -------- | ----- |
| F. C. Rubin-2 Kazán                     | Rusia | 2014-2018 | 46       | 19    |
| F. C. Rubin Kazán                       | Rusia | 2014-2018 | 34       | 0     |
| P. F. C. CSKA Moscú                     | Rusia | 2018-2022 | 104      | 7     |
| F. C. Krasnodar                         | Rusia | 2022-2024 | 61       | 7     |
| Zenit de San Petersburgo                | Rusia | 2024-2025 | 21       | 0     |
| P. F. C. Krylia Sovetov Samara (cedido) | Rusia | 2025-     |          |       |

## Palmarés

### Campeonatos nacionales
| Título                | Club                     | País  | Año  |
| --------------------- | ------------------------ | ----- | ---- |
| Supercopa de Rusia    | P. F. C. CSKA Moscú      | Rusia | 2018 |
| Liga Premier de Rusia | Zenit de San Petersburgo | Rusia | 2024 |
| Copa de Rusia         | Zenit de San Petersburgo | Rusia | 2024 |
| Supercopa de Rusia    | Zenit de San Petersburgo | Rusia | 2024 |